# Pilobolus
Pilobolus és un gènere de fongs de la família de les piloboliàcies (Pilobolaceae) que creix sobre fems d'herbívors. El cicle de vida de Pilobolus comença amb un esporangi negre que ha caigut sobre un substrat vegetal com l'herba. Un animal herbívor com un cavall es menja el substrat, consumint de retruc l'esporangi. L'esporangi de Pilobolus sobreviu al pas a través del tracte gastrointestinal sense germinar, i surt amb els excrements. Un cop fora del seu hoste, les espores, dins l'esporangi, germinen i creixen com a miceli en la femta, on són un colonitzador primari. Més tard, el fong fructifica per produir més espores.

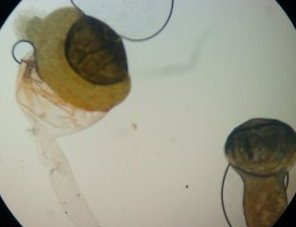
Esporangi de Pilobolus.

L'estructura de fructificació asexual (l'esporangiòfor) de les espècies de Pilobolus és únic. Es tracta d'una hifa que s'eleva per sobre dels excrements per acabar en una vesícula subesporangial semblant a un globus. A sobre de la vesícula, es desenvolupa un sol esporangi negre. L'esporangiòfor té la notable capacitat d'orientar-se de manera que apunti cap a una font de llum. La forma i transparència de la vesícula subesporangial permet que actuï com a lent, enfocant la llum cap a pigments carotenoides dipositats prop de la base de la vesícula. L'esporangiòfor en desenvolupament creix de tal manera que l'esporangi madur es apunta directament cap a la llum.
Quan la pressió de turgència dins de la vesícula subesporangial puja a un nivell suficient, (sovint 7 ATM o més), l'esporangi es dispara, i pot viatjar des d'un parell de centímetres fins a una distància de 3 metres, un fet sorprenent per un esporangiòfor de menys d'1 cm d'alçada. L'orientació de l'esporangiòfor cap a la llum sembla que garanteix que l'esporangi es dispari a certa distància dels excrements, millorant les possibilitats que s'adhereixi a la vegetació i sigui menjat per un nou hoste.
Una altra adaptació de Pilobolus és que l'esporangi es cobreix en cristalls d'oxalat de calci. A més de servir com un mecanisme de protecció, la seva hidrofobicitat també   fa que l'esporangi es capgiri deixant la seva part inferior enganxifosa a sota després d'aterrar a una gota de rosada, permetent aferrar-se a la planta. Pilobolus pot créixer en cultiu artificial, però només si el medi es complementa amb alguna forma de ferro quelat, o amb fems d'herbívor esterilitzats.
El mecanisme de descàrrega per la força de Pilobolus és explotat per nematodes paràsits com els del gènere Dictyocaulus. Les larves dels nematodes, excretades per cérvols, ants, bous, cavalls, i altres hostes poden pujar pels esporangiòfors de Pilobolus i disparar-se amb l'esporangi. Completen el seu cicle de vida quan ells i l'esporangi de Pilobolus són menjats per un nou hoste.